# Сан-Мартін (антарктична станція)
Сан-Мартін (ісп. Base San Martín) — аргентинська науково-дослідна станція в Антарктиці, заснована у 1951 році. Розташована на острові Баррі, у Маргерітській затоці, на Антарктичному півострові. Населення становить 14 осіб протягом всього року. Є однією із найстаріших станцій на континенті.
Окремі з об'єктів станції, встановлені з початку її облаштування, внесені до списку історичних місць та пам'яток Антарктиди.
Станція має ім'я аргентинського революціонера та національного героя Хосе де Сан-Мартіна.